# A proposito di lei
A proposito di lei è un romanzo della scrittrice giapponese Banana Yoshimoto, pubblicato nel 2008 in Giappone e tradotto nel 2013 in italiano.

## Trama
Yumiko e Shoichi sono due cugini. Le loro madri sono due sorelle gemelle. Quando erano bambini i due cugini trascorrevano gran parte del loro tempo insieme ed erano molto legati, ma crescendo si sono persi di vista e non si sono più frequentati. L'occasione per incontrarsi di nuovo avviene quando Shoichi, seguendo le ultime volontà della madre, si reca da Yumiko per prendersi cura di lei. La donna infatti è rimasta orfana di entrambi i genitori ed è affetta da una grave forma di amnesia che non le consente di ricordare il proprio passato. Yumiko, senza sapere nulla riguardo a ciò che era, a ciò che ha vissuto, trascina la sua esistenza in un mondo tutto suo, isolata dalla realtà che la circonda. Shoichi, restando accanto alla donna con affetto e pazienza, riesce lentamente ad aiutarla a recuperare la memoria. Uno ad uno i ricordi riaffiorano, ma, tra gli eventi che erano stati rimossi, ve ne sono anche alcuni di tragici. In particolare emerge un evento traumatico che Yumiko ha vissuto quando era bambina. Si tratta di un feroce omicidio che sua madre aveva compiuto. Dopo aver rievocato questo trauma, il percorso compiuto da Yumiko alla scoperta del suo passato diventa più veloce. Tutto appare più chiaro, ma il ricordo dell'omicidio compiuto da sua madre non è il peggiore degli shock che vivrà Yumiko. Per ricomporre il puzzle della sua vita, infatti, a Yumiko manca ancora un importante e tragico tassello, se possibile ancora più sconvolgente dei precedenti fatti da lei rievocati